# Bairoil (Wyoming)
Bairoil es un pueblo situado en el condado de Sweetwater en el estado estadounidense de Wyoming. La población era 97 habitantes en el censo de 2000.

## Historia
Bairoil fue fundado por el antiguo ranchero de ovejas Carlos M. Bair alrededor de 1916. Bair fue el primero en buscar petróleo en esta área fundando la "Compañía petrolera Bair" cuyo nombre adquirió la ciudad. El correo fue establecido en 1924 y la ciudad fue incorporada alrededor de 1980. En 1989, Kevin Christopherson batió un récord mundial de vuelo con deslizador montándolo durante 462 kilómetros desde Bairoil hasta Dakota del Norte.

## Geografía
Bairoil está situado en las coordenadas 42°14′23″N 107°33′33″O / 42.23972, -107.55917.Según el United States Census Bureau, la ciudad tiene un área total de 2.3 km², todos terrestres.

## Demografía
Según el censo del 2000, había 97 personas, 42 hogares y 30 familias que residían en la ciudad. La densidad de población era de 42.1/km². La composición racial de la ciudad era:
- 100.00% Blancos

Había 42 casas, de las cuales un 23.8% tenían niños menores de 18 años que vivían con ellos, el 64.3% eran parejas casadas que vivían juntas, el 7.1% tenían un cabeza de familia femenino sin presencia del marido y el 26.2% eran no-familias. El 26.2% tenían a alguna persona anciana de 65 años de edad o más. 
En la ciudad la separación poblacional era con un 19.6% menores de 18 años, el 8.2% de 18 a 24, un 30.9% de 25 a 44, el 33.0% de 45 a 64, y el 8.2% tenía 65 años de edad o más. La edad media fue de 41 años. Por cada 100 hembras había 86.5 varones. Por cada 100 mujeres mayores de 18 años, había 100.0 hombres. 
La renta mediana para una casa en la ciudad era de $ 37.917, y la renta mediana para una familia era de 31.875 dólares. Los varones tenían una renta mediana de $ 38.125 contra los $ 26.667 para las hembras. El ingreso per cápita para la ciudad era de $ 20.030. El 4.6% de la población estaba por debajo del umbral de la pobreza

## Educación
La educación pública en el pueblo de Bairoil está proporcionada por la Escuela del Distrito del Condado de Carbon #1, además existen otros centros educativos como:
- Bairoil Elementary School
- Rawlins Middle School
- Rawlins High School